# NGC 6326
NGC 6326 est une nébuleuse planétaire située dans la constellation de l'Autel. NGC 6326 a été découverte par l'astronome écossais James Dunlop en 1826.

## Observation
Avec une magnitude apparente dans le bleu de 12,2, on doit utiliser un télescope dont l'ouverture est d'au moins 200 mm pour l'observer.  

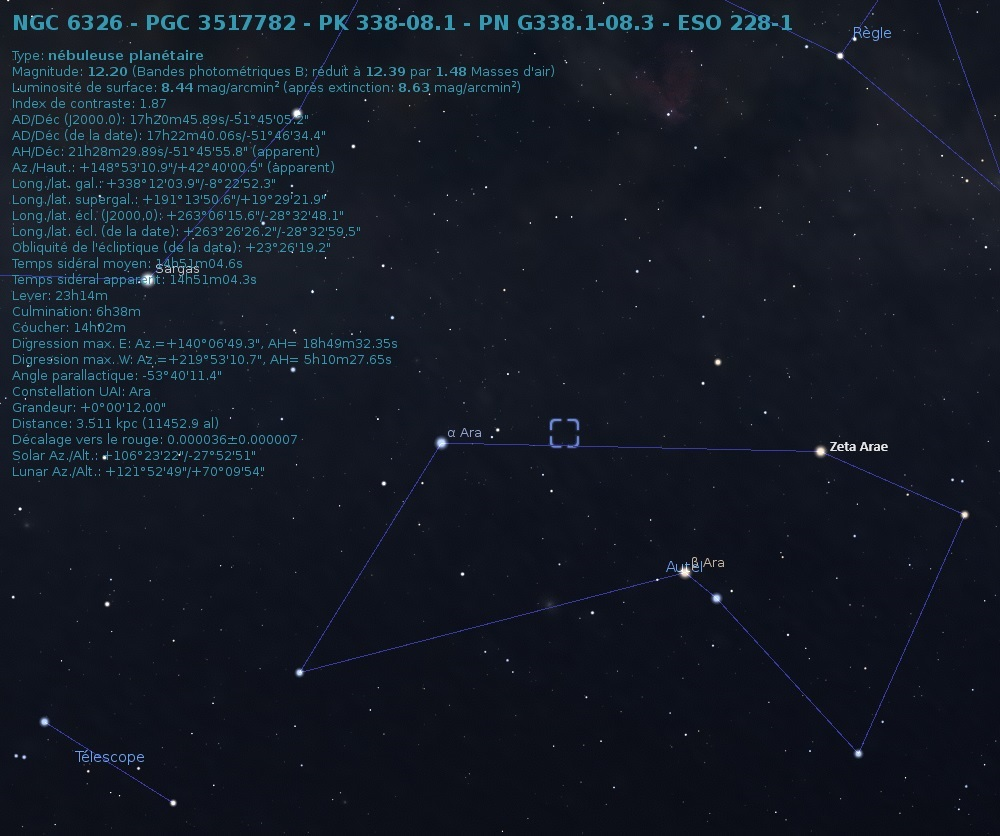
Localisation de NGC 6326 dans la constellation de l'Autel (Stellarium).

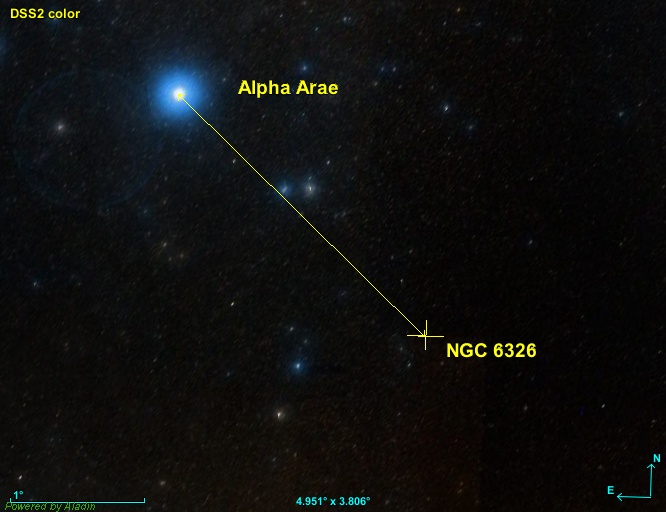
Position de NGC 6326 par rapport à Alpha Arae.

La nébuleuse NGC 6326 est située à environ 2,55 degrés au sud-ouest d'Alpha Arae.

## Caractéristiques

### Distance, taille et vitesse
Deux distances très semblables sont indiquées sur la base de données Simbad : 3,552 ± 0,710 kpc (∼11 600 al) et environ 3 511 pc (∼11 500 al).
La taille apparente de la nébuleuse est de 0,32' ou 0,21' (0,27 ± 0,06'), ce qui, compte tenu de la distance et grâce à un calcul simple, équivaut à une taille réelle de 1,66 ± 0,33 al. 
Deux valeurs identiques de la vitesse sont aussi indiquées sur Simbad, soit 10,7 ± 2,0 km/s,.

## Structure
Comme on peut le voir sur l'image captée par le télescope spatial Hubble, cette nébuleuse n'est pas tout à fait sphérique et sa structure est passablement complexe.

## Étoile
L'étoile centrale est de type O(H) et elle fait partie d'un système binaire d'étoiles rapprochées, dont la période orbitale est de 0,372 jour. 